# Festival Internacional de Cinema d'Euràsia
El Festival Internacional de Cinema d'Eurasia (Eurasiaiff) (Кинофестиваля «Евразия») és el festival internacional de cinema més gran del Kazakhstan. Té lloc a l'antiga capital kazakh Almaty. Està acreditat per l'Federació Internacional d'Associacions de Productors Cinematogràfics com a Festival de cinema especialitzat (B). Vol ser un pont entre Orient i Occident amb l'objectiu donar suport al desenvolupament de l'art i la indústria cinematogràfica del Kazakhstan, augmentar l'interès del públic en el cinema i promoure la cooperació internacional.

## Història
El Festival Internacional de Cinema d'Eurasia es va celebrar per primera vegada a Almati l'any 1998 amb el suport de la Comunitat d'Estats Independents i els Estats Bàltics. El pla original era que el festival tingués lloc cada any en una ciutat diferent de l'antiga Unió Soviètica. El programa consistia en llargmetratges, documentals i pel·lícules d'animació dels països participants.
Després de set anys, el Festival Internacional de Cinema d'Eurasia es va celebrar per segona vegada del 26 de setembre al 2 d'octubre de 2005. El festival estava sota el patrocini del Govern de la República de Kazakhstan i del productor nacional de cinema Kazakhfilm. Es van mostrar produccions d'Europa, Àsia i Amèrica. El festival ja ha registrat més de 40.000 visitants.
El tercer festival de cinema va tenir lloc l'any 2006. Aquesta vegada, a més de pel·lícules d'Europa i de la CEI, també s'han projectat pel·lícules de països de l'Àsia central. L'any 2007, es van presentar 78 pel·lícules de 22 països.
El 2008, el Festival Internacional de Cinema d'Eurasia no es va celebrar a Almati, sinó que es va traslladar a la capital Astana per commemorar l'aniversari dels "10 anys de ser la capital del Kazakhstan". Per primera vegada, el festival es va centrar principalment en pel·lícules de l'Àsia central.
El sisè festival va tenir lloc el setembre de 2010. Es van projectar pel·lícules de Kazakhstan, Turquia, Rússia, Kirguizistan, Uzbekistan i Azerbaidjan. Es va celebrar regularment fins 2019. Degut a la pandèmia de COVID-19 va restar dos anys en suspens (2020 i 2021), però el 2022 es va tornar a celebrar novament a Almati.

## Premis
El jurat internacional del festival atorga els següents premis:
- Millor actor novell
- Millor actor
- Millor actriu
- Millor direcció
- Millor pel·lícula

## Guanyadors dels principals premis
| Any      | Millor pel·lícula          | Millor director                                                   | Millor actuació masculina                                               | Millor actuació femenina                                                 |
| 1998 1r  | Beshkempir                 | Serik Aprymov per Aksuat                                          |                                                                         | Dalia Micheleviciute per Menulio Lietuva                                 |
| 2005 2n  | Nastroixtxik               | Alexander Sokurov per El Sol                                      | Issey Ogata per El Sol                                                  | Alla Demidova per Nastroixtxik                                           |
| 2006 3r  | Eden                       | Zhang Yuan per Kan shang qu hen mei                               | Masatō Ibu per Yureru                                                   | Ladan Mostofi per Shab bekheir farmandeh                                 |
| 2007 4t  | Nîwemang                   | Aleksei Popogrebski per Prostie veixtxi                           | Leonid Bronevoi per Prostie veixtxi                                     | Fan Bingbing per Lost in Beijing                                         |
| 2008 5è  | Elveda Gülsarı             | Daniyar Salamat per Akem ekeuimyz                                 | Diyas Rakhmatov per Little People Bakhytzhan Alpeisov per Akem ekeuimyz | Irina Ageikina per Pesni iujnikh morei                                   |
| 2010 6è  | Svet-Ake                   | Pelin Esmer per 11'e 10 kala                                      | Andrei Merzlikin per Zabludivxisia                                      | Daria Gorshkaleva per Gastarbeiter                                       |
| 2011 7è  | Before the Storm           | Nariman Turebaev per Solnetxnie dni                               | Theodór Júlíusson per Eldfjall                                          | Olga Simanova per Beduin                                                 |
| 2012 8è  |                            | Özcan Alper per Gelecek Uzun Sürer Małgorzata Szumowska per Elles | Azamat Nigmanov per Konvoi                                              | Anaïs Demoustier per Elles                                               |
| 2013 9è  | Grdzeli nateli dgheebi     | Serik Aprymov per Little Brother                                  | Carlo Cecchi per Miele Koh Jia Ler per Ilo Ilo                          | Jördis Triebel per Meine Schwestern Elahe Hesari per Negarān nabāsh Sārā |
| 2014 10è | Next to Her                | Benedikt Erlingsson per Hross í oss                               | 4 actors masculins per Mandariinid                                      | Tinatin Dalakishvili per Zvezda                                          |
| 2015 11è | Sutak                      | Elchin Musaoglu per Nabat                                         | Erzhan Nurymbet per Jat                                                 | Fatemeh Motamed-Arya per Nabat                                           |
| 2016 12è | Skhvisi sakhli             | Adilkhan Erjanov per Txuma v aule Karatas                         | Yury Pomarantsev per Once a Week                                        | Emmanuelle Devos per Moka                                                |
| 2017 13è | Returnee                   | Aktan Abdykalykov per Kentavr                                     | Gurban Ismailov per Nar bağı                                            | Ia Shugliashvili per Txemi bednieri ojakhi                               |
| 2018 14è | La fête est finie          | Milko Lazarev per Aga                                             | Karim Mirkhadiyev per Sabot                                             | Marta Kozlova per Voina Anni                                             |
| 2019 15è | Trening litxnostnogo rosta | Bong Joon-ho per Paràsits                                         | Yoram Toledano per Echo                                                 | Emilie Piponnier per Alice                                               |